# Chuck Mercein
Chuck Mercein é um ex-jogador profissional de futebol americano estadunidense.

## Carreira
Chuck Mercein foi campeão do Super Bowl II jogando pelo Green Bay Packers.